# Openbare Bibliotheek Amsterdam

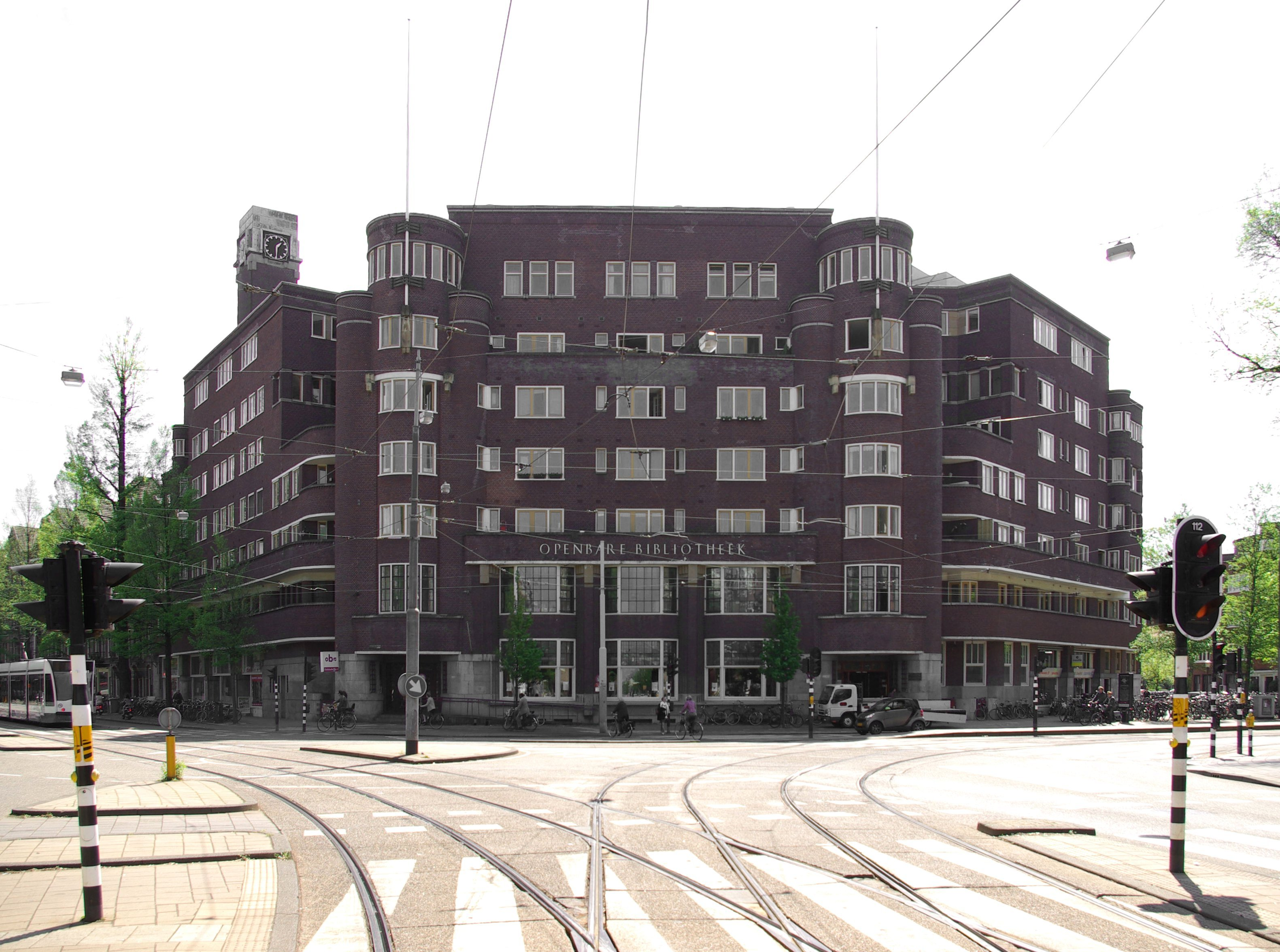
Bibliotheek Roelof Hartplein

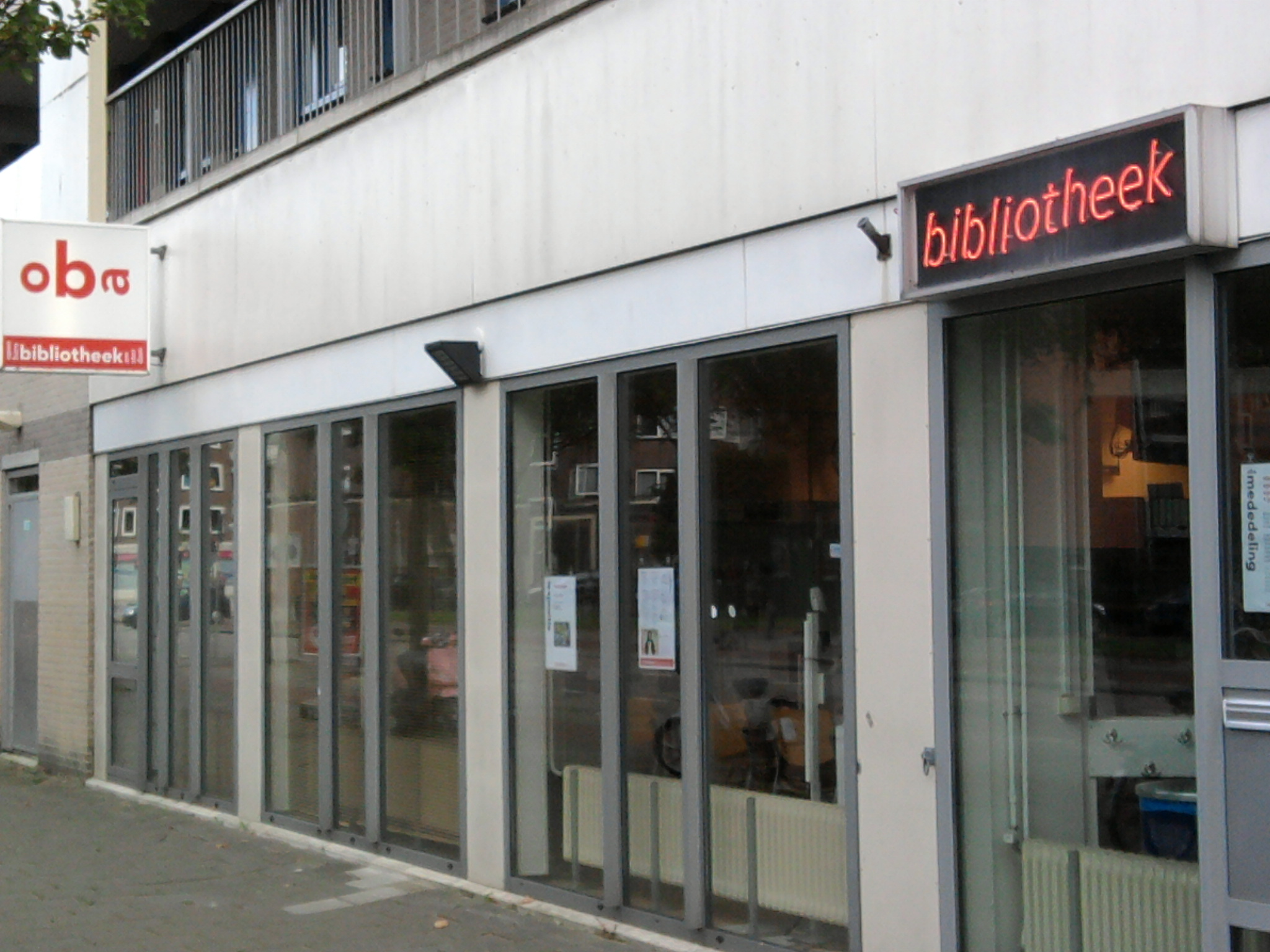
Bibliotheek Slotervaart

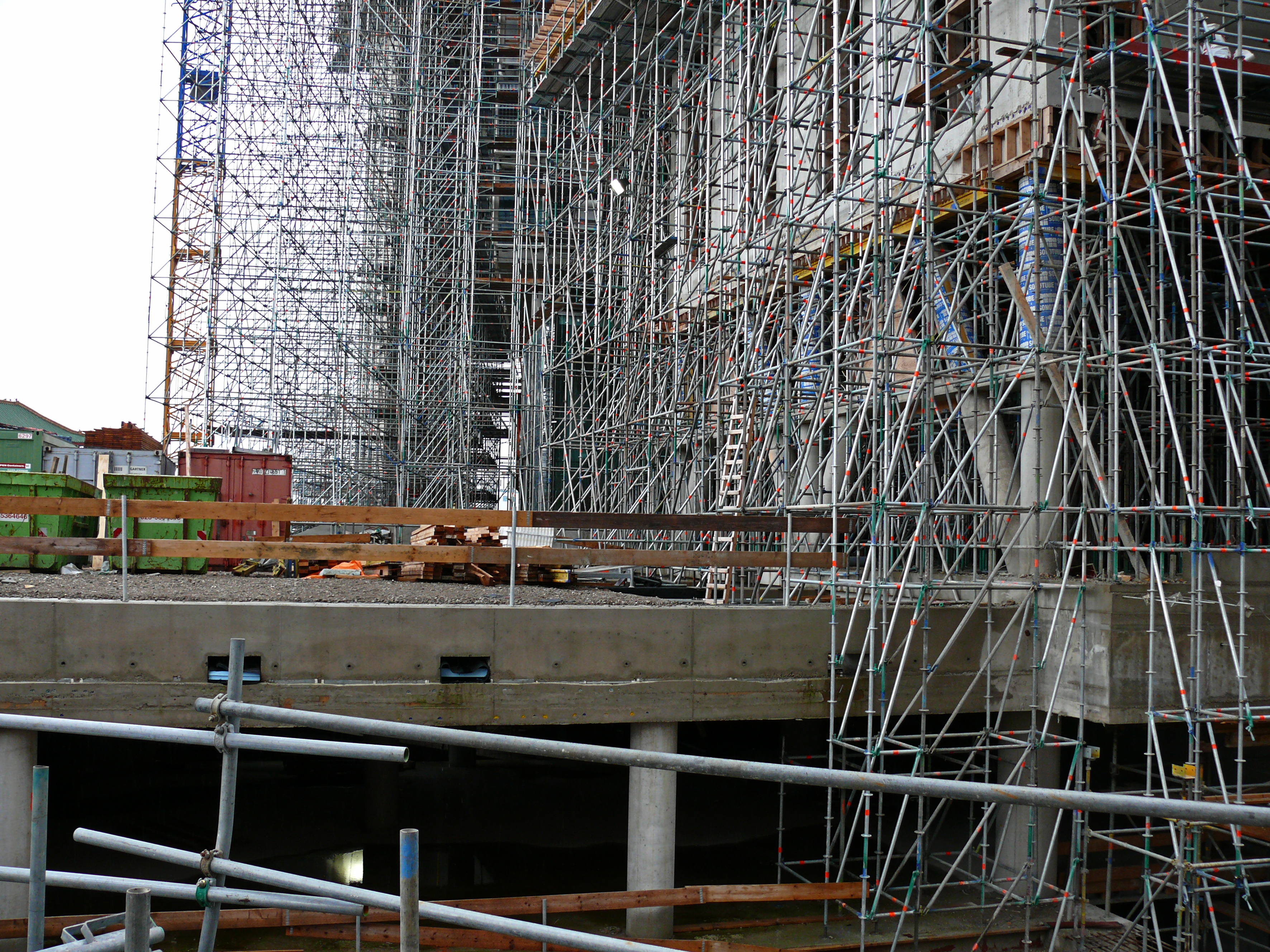
Bouw Openbare Bibliotheek Amsterdam, steigerwerk, 2006 (foto Fons Heijnsbroek)

Openbare Bibliotheek Amsterdam (OBA) (officieel Stichting Openbare Bibliotheek Amsterdam) is de openbare bibliotheek-organisatie van en voor de gemeenten Amsterdam, Diemen en Ouder-Amstel. De Centrale Bibliotheek is gevestigd op het Oosterdokseiland nabij het Centraal Station in Amsterdam-Centrum. Voorts zijn er 28 filialen verspreid door de hele gemeente en in Diemen, Duivendrecht en Ouderkerk aan de Amstel. De OBA vervult samen met de Stadsbibliotheek Haarlem de wetenschappelijke steunfunctie voor de provincie Noord-Holland.

## Centrale bibliotheek
De centrale bibliotheek, ontworpen door architect Jo Coenen, is in 2007 geopend aan de Oosterdokskade 143 als publiekstrekker in het masterplan Oosterdokseiland. Het gebouw heeft een open uitstraling en biedt veel uitzicht op de stad. Het ontwerp geeft mede uitdrukking aan het vernieuwende concept voor de bibliotheek; naast het uitlenen van boeken en audiovisuele media heeft het een functie als ontmoetingsplaats, is het een plek om te kunnen studeren en om het internet te kunnen bezoeken. Er zijn twee theaterzalen, een expositieruimte, stilteruimte, een restaurant op de bovenste verdieping en beneden in het gebouw is een café met buitenterras. De collectie van de centrale bibliotheek omvat naast 3,2 miljoen boektitels ook cd's, dvd's, tijdschriften en bladmuziek. De collectie bestaat uit allerlei talen, van Nederlands tot Pools tot Turks tot Engels en meer.
Gegevens met betrekking tot de centrale bibliotheek:
- Vloeroppervlak 28.500 m². In dit opzicht werd hij van 2007 tot 2013 de 'grootste openbare bibliotheek van Europa' genoemd.[2][3]
- Prijs voor meest duurzame gebouw van Amsterdam van de Dutch Green Building Council (2008)[4]
- WAN Civic Building of the Year 2009 prijs[5]
- Geopend op 7 juli 2007 (7/7/7)
- Annie M.G. Schmidt Jeugdtheater (souterrain, 45 zitplaatsen)
- Theater van 't woord (7e etage, 270 zitplaatsen)
- Gerard Reve Museum en Bibliotheekmuseum
- bijzondere collecties als Boudewijn Büchcollectie, Vestdijkcollectie, Amsterdamcollectie
- een informatiecentrum over Europese samenwerking (Europe Direct)
- het Internationaal Homo/Lesbisch Informatiecentrum en Archief (IHLIA) is een speciale bibliotheek, archief, informatie- en documentatiecentrum over homoseksualiteit en seksuele diversiteit.

## Geschiedenis
De eerste openbare bibliotheek in Amsterdam werd in 1919 als Openbare Leeszaal en Bibliotheek geopend aan de Keizersgracht (444). Het publiek toegankelijk gedeelte van de centrale bibliotheek verhuisde in 1977 naar de Prinsengracht 587, de OBA bleef de gebouwen aan de Keizersgracht gebruiken als kantoorruimte. In 2007 werd het huidige gebouw, op ongeveer 500 meter ten oosten van het Centraal Station, betrokken, met meer ruimte voor de centrale bibliotheek en met de kantoren van de OBA. Het oude gebouw aan de Prinsengracht werd vervolgens verbouwd tot hotel.
Kort na de opening vond een gewapende overval plaats, waarbij twee geldkluizen werden buitgemaakt. De politie loste de zaak op en arresteerde de daders een maand na de overval. Een van de overvallers werkte voor het bewakingsbedrijf van de bibliotheek.
Op 16 februari 2008 werd de miljoenste bezoeker sinds de opening op de nieuwe locatie verwelkomd. Een jaar na de opening werd bekendgemaakt dat het aantal bezoekers in het afgelopen jaar was verdubbeld tot 1,6 miljoen. Ook was het aantal leden met 10.000 toegenomen tot 40.000. Met ruim 4 miljoen bezoekers is de bibliotheek de meest bezochte culturele instelling in Amsterdam. De Centrale Bibliotheek op het Oosterdokseiland trekt dagelijks rond de 5.000 bezoekers.
Sinds 1990 is een aantal kleinere buurtfilialen in Amsterdam gesloten, waaronder het Huis De Pinto (1975-2012) en de bibliotheek in Watergraafsmeer, gebouwd in de Amsterdamse School-stijl. In maart 2014 is er een bibliotheek gericht op jongeren bij gekomen in de nieuwe wijk IJburg, in april 2023 verhuisde de Diemense vestiging naar een nieuwgebouwde locatie De Omval waar onder hetzelfde dak ook een theater en andere culturele instellingen gevestigd zijn.
Men kan in de OBA langskomen voor hulp bij verschillende zaken. Geldzaken, taal en digitale overheid.
Medio 2023 waren er, naast de Centrale Bibliotheek en de bibliotheken in Diemen, Duivendrecht, Ouderkerk en Weesp, 25 vestigingen in Amsterdam: 5 wijkbibliotheken in Stadsdeel West, 4 in Nieuw-West, 4 in Zuid, 3 in Oost, 2 in Ouder-Amstel, 4 in Noord en 3 in Zuidoost.

## Kengetallen (2014)
- 1 Centrale Bibliotheek
- 28 filialen
- 1 digitale bibliotheek
- 30 uitleenpunten, onder andere in woon- en zorgcentra
- 5.700 culturele activiteiten zoals theatervoorstellingen, game-events en workshops
- meer dan 500 exposities
- collectie van 1,7 miljoen materialen
- 299 personeelsleden vervullen gezamenlijk 239 fulltime functies
- jaarlijks ruim 4 miljoen bezoekers
- 153.000 leden
- 1,2 miljoen internetgebruikers
- 4,2 miljoen uitleningen
- 2,5 miljoen hits op de website van de bibliotheek
- ruim 23.000 leden e-mail nieuwsbrief
- 93 OBA-filmpjes op YouTube

### Centrale Bibliotheek
- elke dag open van 10.00 tot 22.00
- 30.000 m² oppervlakte
- 300 werkplekken met internet

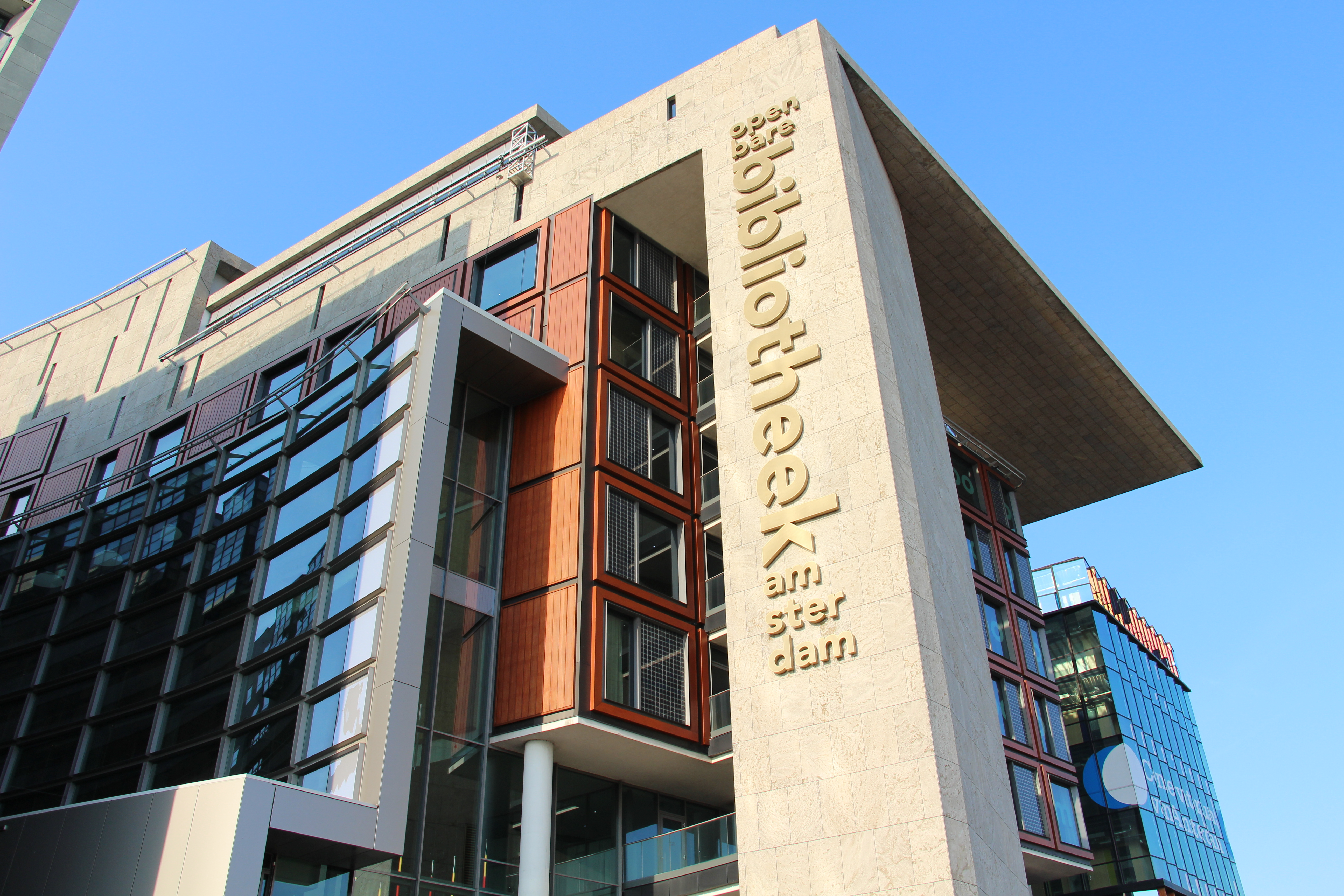
Amsterdam - Openbare Bibliotheek

- 140 computers voor het raadplegen van de catalogus of digitale bibliotheek
- 30 computers met Muziekweb
- 1.000 zitplaatsen
- draadloze internettoegang voor laptops
- 1 bibliotheektheater met 250 zitplaatsen
- 1 Annie M.G. Schmidt Theater met 40 zitplekken
- een magazijn met 25.000 meter boekenplank
- 1 leescafé, 1 foyer en 1 restaurant
- 4 vergaderzalen opgedragen aan Nederlandse auteurs, zoals de Simon Vestdijkzaal
- gemiddeld 5.000 bezoekers per dag
- jaarlijks 1,8 miljoen bezoekers
- 1.200 parkeerplaatsen
- 2.000 bewaakte plaatsen in fietsenstalling

## Foto's van gebouwen van de OBA
Centrale bibliotheek

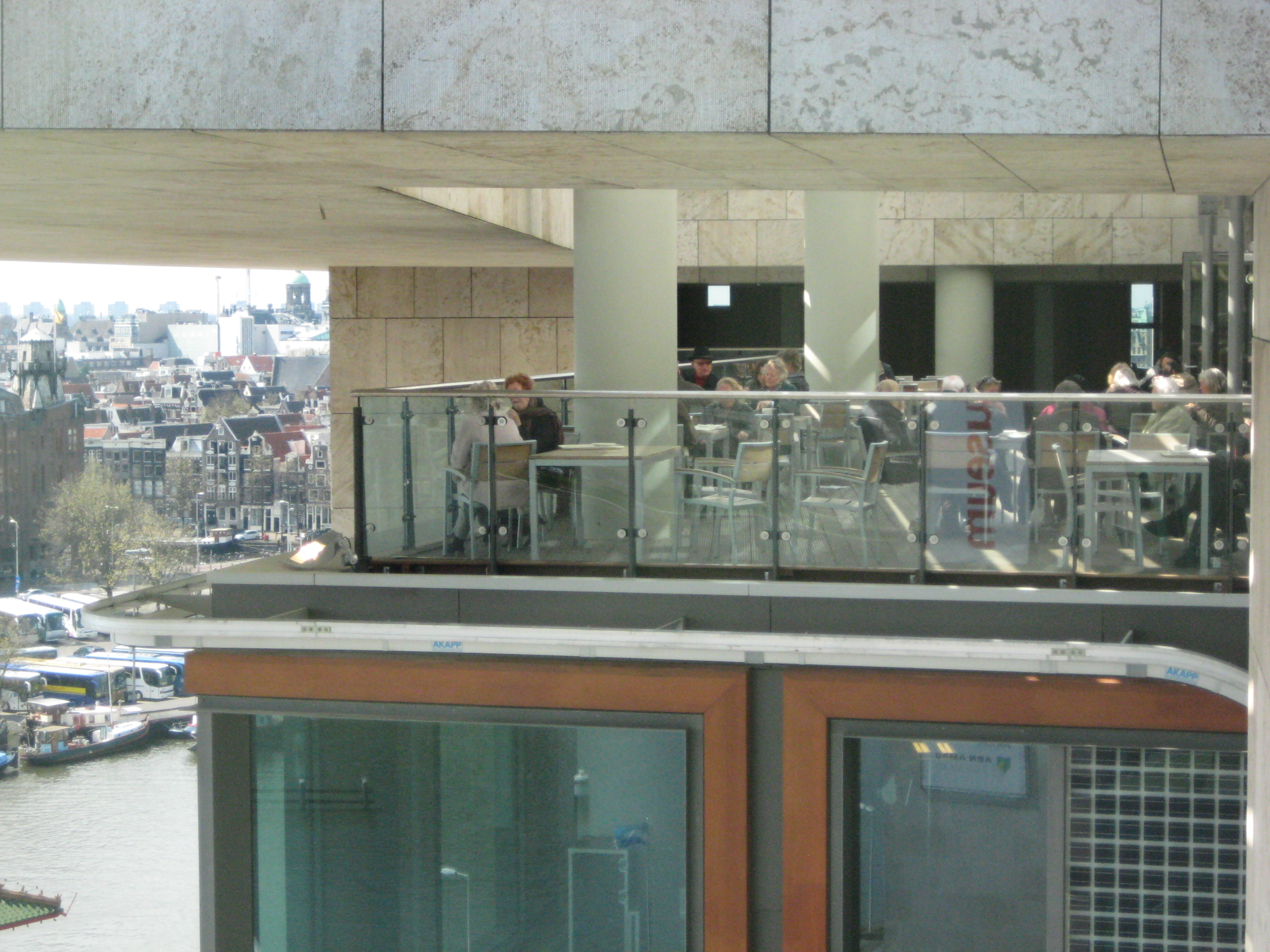
Dakterras van de Centrale Bibliotheek
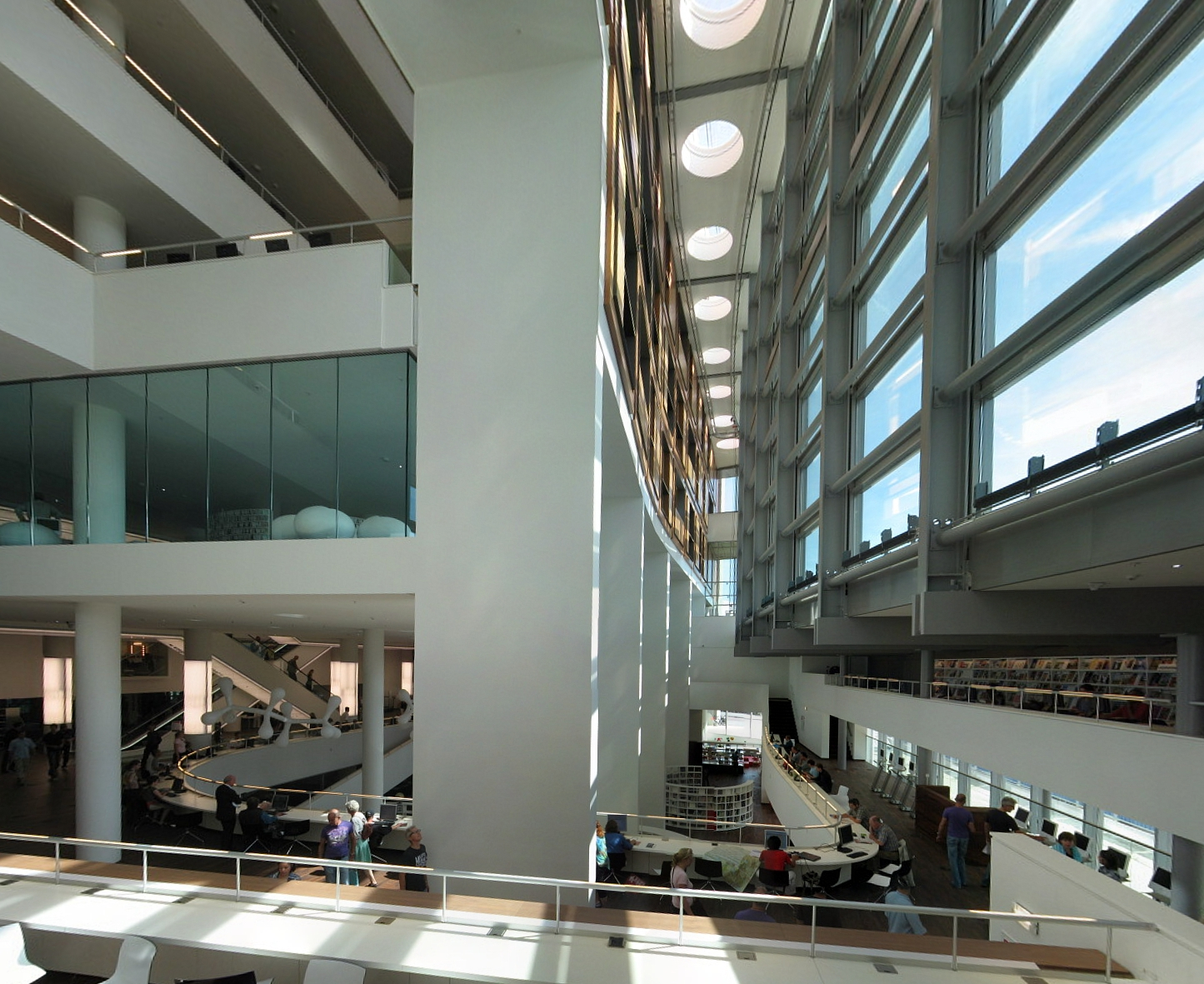
Lange zichtlijnen en hoge ruimtes
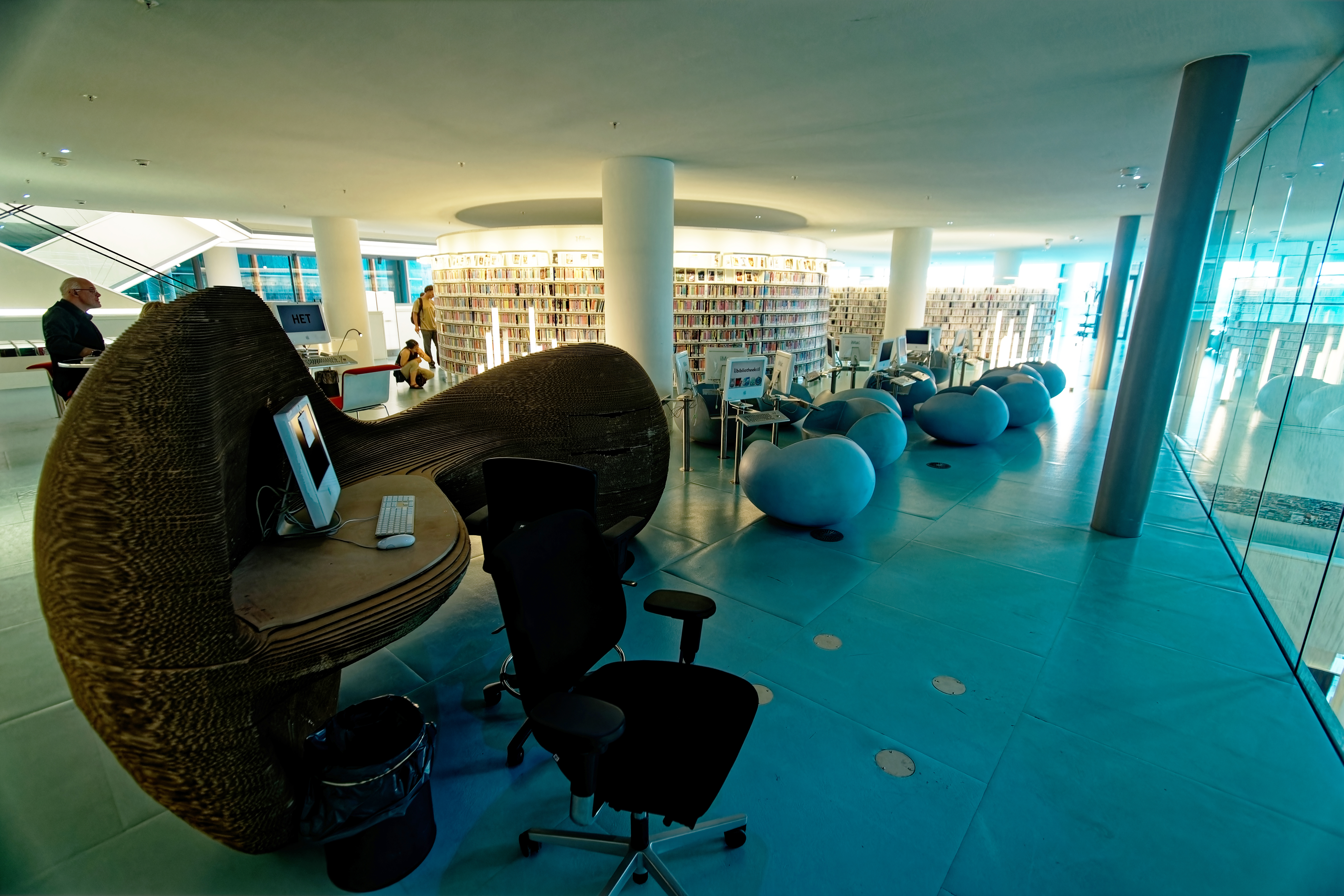
Werkstation met internetcomputer

Bibliotheek-filialen

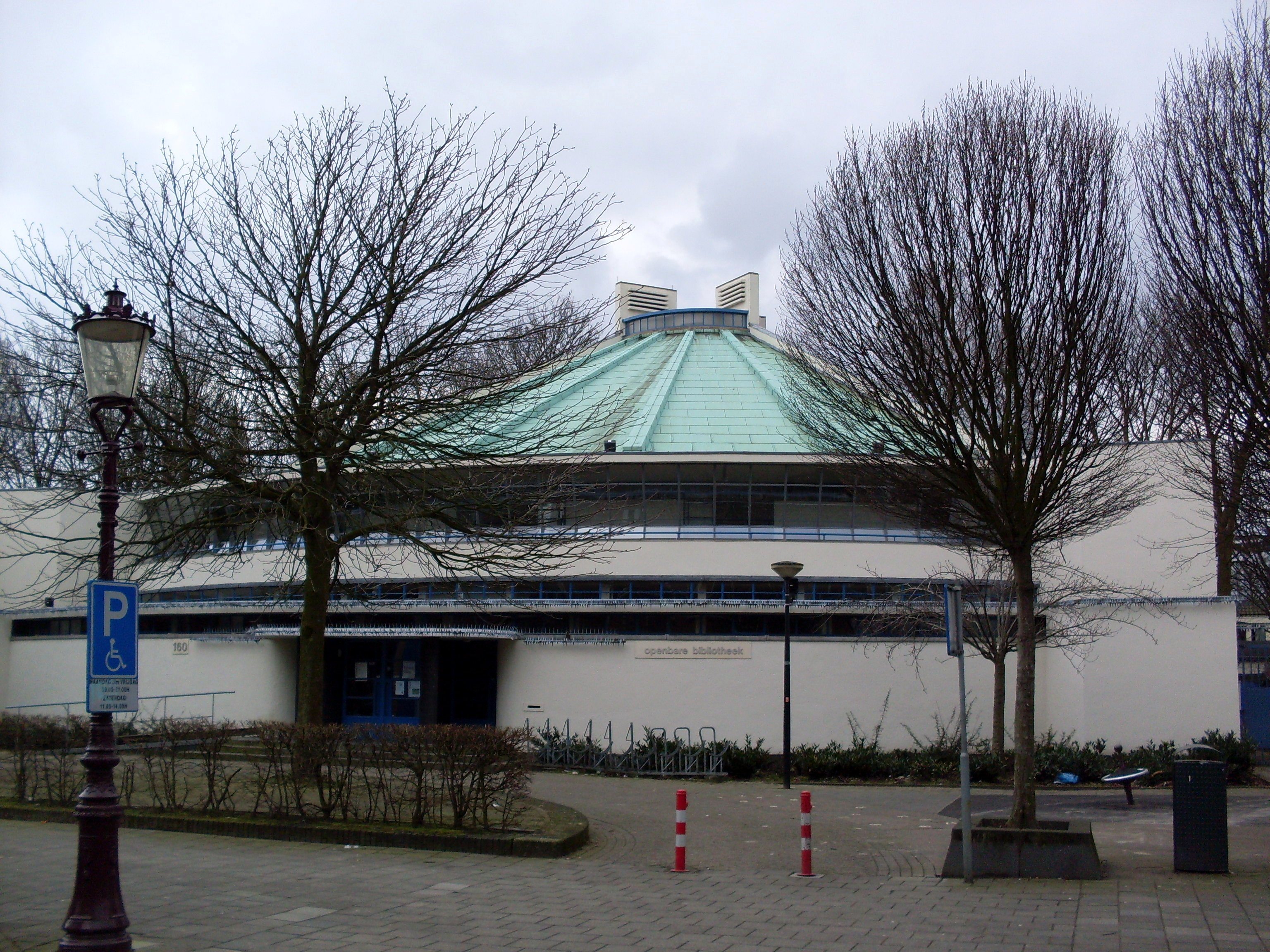
Cinetol aan de Tolstraat in De Pijp
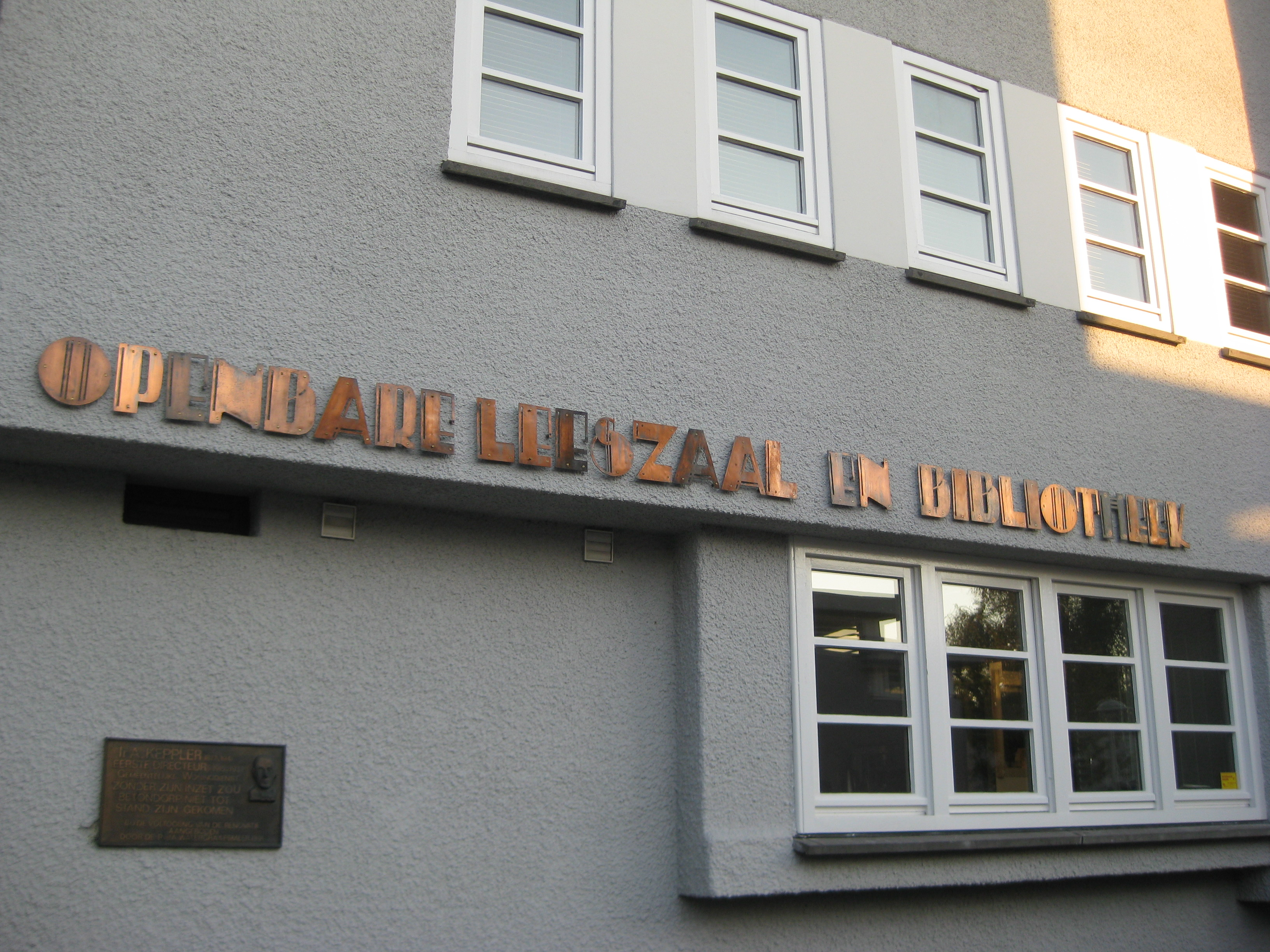
Voormalige bibliotheek aan de Brink in Betondorp